# Ізотропність простору
| Симетрія у фізиці            | Симетрія у фізиці                 | Симетрія у фізиці            |
| Перетворення                 | Відповідна інваріантність         | Відповідний закон збереження |
| ---------------------------- | --------------------------------- | ---------------------------- |
| ⭥Трансляції часу             | Однорідність часу                 | …енергії                     |
| ⊠ C, P, CP і T-симетрії      | Ізотропність часу                 | …парності                    |
| ⭤ Трансляції простору        | Однорідність простору             | …імпульсу                    |
| ↺ Обертання простору         | Ізотропність простору             | …моменту імпульсу            |
| ⇆ Група Лоренца (бусти)      | Відносність Лоренц-коваріантність | …руху центра мас             |
| ~ Калібрувальне перетворення | Калібрувальна інваріантність      | …заряду                      |

Ізотро́пність — однаковість властивостей простору в усіх напрямках, тобто поворот будь-якої замкнутої фізичної системи як цілого не змінює її фізичних властивостей.
Ізотропність простору означає, що якщо замкнуту систему тіл повернути в просторі на будь-який кут, поставивши всі тіла в ній в ті ж умови, в яких вони перебували в попередньому положенні, то це не відіб'ється на ході всіх подальших явищ.
Простір є ізотропним лише в інерційних системах відліку. В неінерційних системах відліку простір неізотропний.
Ізотропність — одна з ключових властивостей простору в класичній механіці.
З властивості ізотропності простору випливає закон збереження моменту імпульсу.
Ізотропності простору означає, що в просторі немає якогось виділеного напрямку, відносно якого існує «особлива» симетрія, всі напрямки рівноправні.
Слід відрізняти ізотропність від однорідності простору.